# 미토콘드리아 셔틀
미토콘드리아 셔틀(영어: mitochondrial shuttle)은 미토콘드리아 내막을 가로질러 환원 당량을 운반하는 데 사용되는 시스템이다. NADH와 NAD+는 미토콘드리아 내막을 통과할 수 없지만, 막을 통과할 수 있는 FAD나 유비퀴논과 같은 다른 분자를 환원시켜서 환원 당량을 전자전달계로 전달할 수 있도록 한다.
사람의 두 가지 주요 미토콘드리아 셔틀 시스템은 글리세롤 3-인산 셔틀과 말산-아스파르트산 셔틀이다. 말산/α-케토글루타르산 역수송체의 기능은 전자를 이동시키는 것이며, 글루탐산/아스파르트산 역수송체의 기능은 아미노기를 이동시키는 것이다. 이를 통해 미토콘드리아는 기능하는 데 필요한 기질들을 효율적으로 받을 수 있다.

## 셔틀
사람의 경우 글리세롤 3-인산 셔틀은 주로 갈색지방조직에서 발견되는 데, 변환 과정의 효율성이 떨어져 열이 발생하며, 이러한 열 발생은 갈색지방의 주요 목적 중 하나이다. 갈색지방은 주로 아기에서 발견되지만, 성인의 콩팥 주변과 목 뒤쪽에 소량 존재한다. 말산-아스파르트산 셔틀은 신체의 많은 부분에서 발견된다.
| 명칭                   | 안쪽 미토콘드리아 방향 | 전자전달계 방향  | 바깥쪽 세포질 방향        |
| ---------------------- | ---------------------- | ---------------- | ------------------------- |
| 글리세롤 3-인산 셔틀   | 글리세롤 3-인산        | QH2 (약 1.5 ATP) | 다이하이드록시아세톤 인산 |
| 말산-아스파르트산 셔틀 | 말산                   | NADH (약 3 ATP)  | 옥살아세트산/아스파르트산 |

미토콘드리아 셔틀에는 옥살아세트산과 같이 막이 단백질 운반체가 없는 대사산물을 수송하는 데 사용되는 메커니즘 시스템이 포함되어 있다.

### 말산-아스파르트산 셔틀
말산-아스파르트산 셔틀은 미토콘드리아가 대사산물을 소비하지 않고 NADH로부터 전자를 이동시키는 미토콘드라아 셔틀의 한 예이다. 말산-아스파르트산 셔틀은 두 개의 역수송체를 사용하여 대사산물을 운반하고 미토콘드리아 기질과 세포질 내에서 균형을 유지한다.
세포질쪽 면에서 아미노기전이효소는 아스파르트산에서 아미노기를 제거하여 옥살아세트산으로 전환하는 데 사용되며, 그런 다음 말산 탈수소효소는 보조 인자인 NADH를 사용하여 옥살아세트산을 말산으로 환원시키고, 말산은 수송체의 존재로 인해 막을 가로질러 수송될 수 있다.
미토콘드리아 기질에서 말산은 옥살아세트산으로 다시 전환되고, 옥살아세트산은 아스파르트산으로 전환되며, 아스파르트산은 미토콘드리아 밖으로 수송됨으로써 순환이 계속해서 일어날 수 있게 된다. 막을 가로지르는 옥살아세트산의 이동은 전자를 수송하며 외부 고리로 알려져 있다. 내부 고리의 주요 기능은 전자를 이동시키는 것이 아니라 대사산물을 재생성하는 것이다.

### 글리세롤 3-인산 셔틀
옥살아세트산의 아미노기 전이를 통해 아스파르트산으로 변환하는 것은 글루탐산을 사용하여 이루어진다. 글루탐산은 역수송체를 통해 아스파르트산과 서로 반대 방향으로 운반되므로 하나의 아스파르트산이 미토콘드리아 기질을 나가면 글루탐산이 미토콘드리아 기질로 들어온다. 미토콘드리아 기질의 글루탐산은 옥살아세트산과 반응하여 α-케토글루타르산으로 전환되며, α-케토글루타르산은 말산과 서로 역수송된다. 막 사이 공간에서 α-케토글루타르산은 아스파르트산이 옥살아세트산으로 다시 전환될 때 다시 글루탐산으로 전환된다.

## 암에 대한 활용
대부분의 암세포는 빠르게 증식하기 위해 체내 대사 활동에 돌연변이를 일으켜 포도당 대사를 증가시킨다. 세포 대사 활동을 증가시키고 정상세포를 종양세포로 바꾸는 돌연변이를 종양유전자라고 한다. 암세포는 다른 정상적인 세포와는 다르다. 암세포는 취약점이 거의 없지만, 말산-아스파르트산 셔틀의 아미노기 전이 과정의 억제가 포도당 대사를 느려지게 한다는 사실에 근거해 암세포의 증식을 늦추게 하는 실험들이 있었다.

## 같이 보기
- 말산-아스파르트산 셔틀
- 글리세롤 3-인산 셔틀
- 미토콘드리아 운반체